# Katastrofa lotu Aerofłot 1691
Katastrofa lotu Aerofłot 1691 – katastrofa lotnicza, która wydarzyła się 17 marca 1979 roku w okolicach lotniska Wnukowo w Moskwie. W wyniku katastrofy samolotu Tupolew Tu-104 należącego do linii lotniczych Aerofłot, śmierć poniosło 58 osób (57 pasażerów oraz stewardesa) ze 119 znajdujących się na pokładzie.
Tupolew Tu-104 (nr rej. CCCP-42444) odbywał lot z Moskwy do Odessy na Ukrainie (wówczas Ukraińskiej SRR). Kapitanem samolotu był Wiktor Aksiutin, a drugim pilotem był Aleksiej Gubanow. Pierwotnie lot nr 1691 miał wystartować z lotniska Wnukowo o 8:15, jednak ze względu na złe warunki atmosferyczne, start przełożono na godzinę 19:30. Samolot wystartował o godzinie 19:32. Zaledwie pięć sekund od oderwania kół od ziemi w kabinie pilotów włączył się alarm, informujący o pożarze lewego silnika. Załoga kontynuowała wznoszenie, po czym wykonała cztery okrążenia wokół lotniska. W trakcie podchodzenia do lądowania, maszyna zaczepiła podwoziem o przewody wysokiego napięcia, następnie zawadziła o niewielkie wzgórze. Uszkodzony samolot przeleciał jeszcze 2 kilometry po czym runął na ośnieżone pole, 1,5 kilometra od progu pasa startowego. Maszyna stanęła w płomieniach. W katastrofie zginęło 58 osób ze 119 znajdujących się na pokładzie.
Główną przyczyną katastrofy był fałszywy alarm informujący o pożarze lewego silnika oraz słaba komunikacja między załogą.